# Melanocetus johnsonii
Melanocetus johnsonii (енгл. Humpback anglerfish) је врста рибе,  из породице такозваних „црних морских ђавола”  (Melanocetidae), што на грчком значи „црно велико морско створење”. Народни називи за ову рибу гласе и грбава риба пецач, грбава удичарка, грбави црни морски ђаво и Џонсонова риба пецач. Назив Џонсонова риба пецач добила је по енглеском научнику Џејмсу Џонсону, који је први примјерак открио 1863. године на Мадеири.

## Историјска позадина
Први примјерак ове врсте открио је енглески природњак Џејмс Џонсон у близини Мадеире, архипелага крај обале сјеверозападне Африке, 24. децембра 1863. године. Потом је примјерак однијет код Алберта Карла Лудвига Готхилфа Гантера, који је радио у Природњачком музеју у Лондону, који ју је описао као ,,тип новог рода, не само због свог изванредног облика, већ и због одсуства карличних пераја." Гантер је први забиљежио уникатну морфологију ове рибе и дао јој назив по Џонсону, првобитном проналазачу. Све до 1920-их година сматралло се да су мушки примјерци без апарата за примамљивање, те су били смјештени у засебне таксономске категорије од својих женских колега. 1924. године, британски ихтиолог Чарлс Тејт Риган је схватио да је мала риба која је везана за већу рибу, заправо мужјак у процесу репродукције, што је довело до открића сексуалног диморфизма који карактерише рибу. Неколико узорака који су претходно категорисани као одвојене врсте, укључујући и  M. ferox и M. krechi, тада су препознати као синоними за Melanocetus johnsonii.

## Распрострањеност и станиште
Melanocetus johnsonii се најчешће налази на дубинама између 100 и 1.500 метара. У поређењу са другим врстама из овог рода, ова јединка ће се највјероватније наћи у не толико великим дубинама; 65% забиљежених узорака сакупљено је на дубинама од или изнад 1.000 метара дубине. На тим дубинама је мало или нема свјетлости која продире са површине. Због тога је ова риба еволуирала користећи биолуминесценцију засновану на ограничењима свог станишта.
Ова јединка има најшири географски распоред свих врста унутар рода Melanocetus. Познато је да су врсте широко распрострањене у умјереним и тропским појасевима свих океана, као и у Јужном Кинеском и Источном Кинеском мору. Пронађени су примјерци и у Росовом мору, као и у близини кањона Оца Чарлса у Британској Колумбији. Ово је једна од најраспрострањенијих риба. 

## Опис
У питању је риба меканог тијела, која је смеђе или црне боје. Женске јединке имају кратка, кугласта тијела, велике главе са широким устима која су скоро вертикална и дуже, шиљасте зубе захваљујући којима могу јести плијен већи од њих самих. Њихови зуби су релативно дужи него код других врста. 
Ове јединке показују екстремни сексуални диморфиѕам, са великим женкама и патуљастим мужјацима. Откривено је да женски примјерци могу нарасти до 153 милиметра, док мужјаци расту само између 15,5 и 28 милиметара. Мужјацима недостаје уређај за примамљивање, али посједују велике очи и носнице што може бити корисно приликом проналажења удаљених партнера. Иако различите карактеристике мужјака у овом роду нису добро дефинисане, познато је да обично имају релативно већи број зуба, као и леђних и грудних пераја. Ипак, будући да је до данас прикупљено само осам мушких узорака, информације и знање о истим је врло ограничено. 
Такође, постоје многе сличности у морфолошким карактеристикама између M. Јohnsonii and M. Rossi, са разликом у томе што M. Јohnsonii посједује црну пигментацију на горњем дијелу тијела, док M. Rossi не посједује.

## Исхрана
Женке ове рибе имају велика уста испуњена оштрим зубима и огромне стомаке који их чине способним да једу готово све на шта наиђу. Њихови стомаци се лако проширују, што им омогућава да конзумирају оброке који су веће тежине од њих самих. Један женски примјерак тежине 8,8 грама је ухваћен, а у стомаку су јој пронађене три снајперске јегуље укупне тежине од 12,3 грама. 
Ове рибе су предатори из засједе, што значи да користе стратегију засједања и чекања. Имају низак метаболички проценат, чак и у поређењу са организмима који живе на сличним дубинама. Изведен је експеримент, када су експериментатори ухватили осам јединки, све са празним стомацима. Рибе су одржаване живим у лабораторији и мјерен је њихов аеробни метаболиѕам. Истраживачи су открили да су у стању да регулишу свој аеробни метаболизам подешавањем своје потрошње кисеоника, омогућавајући им да живе у хипоксичним или анаеробним условима током дужег периода. 

## Размножавање
Потрага за партнером овој риби је веома тешко, јер често живе усамљено и далеко од других примјерака у дубоком мору. Мужјаци имају развијене чулне органе који им омогућавају да прате мирис женке. Они се привремено причвршћују за већу женку, користећи јединствен зубни апарат прије него што пусте своју сперму. Женке ослобађају јајашца у воду, а мужјаци одмах производе спрему да би оплодили јаја. Након што заврше овај процес, мужјаци се одвајају од женке и настављају потрагу за другим партнерима.
Мужјаци могу доживјети полну зрелост и без присуства другог пола.